# صالح أبو الشامات
صالح وهيب أبو الشامات، لاعب كرة قدم سعودي، يلعب في النادي الأهلي.

## الحياة الشخصية
هو شقيق اللاعب محمد أبو الشامات.

## مسيرة اللاعب
لعب في الفئات السنية في النادي الأهلي.

## روابط خارجية
- صالح أبو الشامات على موقع قاعدة بيانات كرة القدم.إي يو (الإنجليزية)
- صالح أبو الشامات على موقع Soccerway.com (الإنجليزية)
- صالح أبو الشامات على موقع كووورة